# La Vague
La Vague (em tradução livre para o português: A Onda) é um filme mudo experimental de curta-metragem francês de 1891, dirigido pelo inventor e cronofotógrafo Étienne-Jules Marey. É um dos mais antigos filmes que se tem notícia naquele país. Apresenta a imagem de ondas batendo nas rochas em uma praia, tendo sido gravado na baía de Nápoles, Itália.